# Сьвідвіборек
Сьвідвіборек (пол. Świdwiborek) — село в Польщі, у гміні Мишинець Остроленцького повіту Мазовецького воєводства.
Населення — 208 осіб (2011).
У 1975-1998 роках село належало до Остроленцького воєводства.

## Демографія
Демографічна структура станом на 31 березня 2011 року:
|          | Загалом | Допрацездатний вік | Працездатний вік | Постпрацездатний вік |
| -------- | ------- | ------------------ | ---------------- | -------------------- |
| Чоловіки | 109     | 29                 | 73               | 7                    |
| Жінки    | 99      | 27                 | 57               | 15                   |
| Разом    | 208     | 56                 | 130              | 22                   |